# Hallasjön (Gunnarsjö socken, Västergötland)
Hallasjön är en sjö i Varbergs kommun i Västergötland och ingår i Viskans huvudavrinningsområde.